# دیسپروزیم
دیسپروزیم (به انگلیسی: Dysprosium) از عنصرهای شیمیایی جدول تناوبی است. نماد آن Dy و عدد اتمی آن ۶۶ است. این عنصر یک عنصر خاکی کمیاب در سری لانتانیدها با درخشش نقره‌ای فلزی است. دیسپروزیم هرگز به‌صورت یک عنصر آزاد در طبیعت یافت نمی‌شود، اگرچه مانند سایر لانتانیدها در کانی‌های مختلف مانند زنوتیم یافت می‌شود. دیسپروزیم طبیعی از هفت ایزوتوپ تشکیل شده‌است که فراوان‌ترین آن‌ها 164 Dy است.
دیسپروزیم نخستین بار در سال ۱۸۸۶ توسط پل-امیل لکو د بویسباودران شناسایی شد، اما تا زمان توسعهٔ تکنیک‌های تبادل یونی در دههٔ ۱۹۵۰ به شکل خالص جدا نشد. دیسپروزیم در مواردی که نمی‌توان آن را با سایر عناصر شیمیایی جایگزین کرد کاربردهای نسبتاً کمی دارد. این عنصر به‌دلیل سطح مقطع جذب نوترون حرارتی بالا در ساخت میله‌های کنترل در رآکتورهای هسته‌ای، به‌دلیل حساسیت مغناطیسی بالا (χv ≈ ۵٫۴۴×۱۰−۳) در برنامه‌های ذخیره‌سازی داده، و به‌عنوان جزئی از ترفنل-دی استفاده می‌شود. یک ماده مغناطیسی). نمک‌های دیسپروزیم محلول به‌طور ملایم سمی هستند، در حالی که نمک‌های نامحلول غیر سمی در نظر گرفته می‌شوند.

## ویژگی‌های فیزیکی و شیمیایی
- عدد اتمی: ۶۶
- جرم اتمی: ۱۶۲/۵
- نقطه ذوب: C°۱۴۱۳
- نقطه جوش: C°۲۵۶۷
- شعاع اتمی: Å ۲٫۴۹
- ظرفیت: ۳
- رنگ: سفید نقره‌ای
- حالت استاندارد: جامد در دمای ۲۹۸ کلوین
- نام گروه: لانتانیدها
- حالت ماده: جامد

## ایزوتوپ‌ها
دیسپروزیم طبیعی از هفت ایزوتوپ تشکیل شده‌است:
156 Dy, 158 Dy, 160 Dy, 161 Dy, 162 Dy, 163 ،Dy و 164 Dy. همهٔ این‌ها پایدار در نظر گرفته می‌شوند، اگرچه 156 Dy از نظر تئوری می‌تواند دچار واپاشی آلفا با نیمه‌عمر بیش از ۱×۱۰۱۸ سال شود. دیسپروزیم سنگین‌ترین عنصر با ایزوتوپ‌هایی است که از نظر مشاهده پایدار یا رادیواکتیو نیستند. ایزوتوپ‌های طبیعی، 164 Dy با ۲۸ درصد فراوان‌ترین ایزوتوپ‌ها هستند و پس از آن 162 Dy با ۲۶ درصد فراوان‌ترین ایزوتوپ‌ها هستند. کمترین فراوانی 156 Dy با ۰٫۰۶٪ است. 
بیست و نه رادیو ایزوتوپ نیز سنتز شده‌اند که در جرم اتمی از ۱۳۸ تا ۱۷۳ متغیر هستند و پایدارترین آن‌ها 154 Dy است.